# Club Atletic Arad
Club Atletic Arad (cunoscut sub numele de CA Arad sau pe scurt CAA) a fost un club de fotbal profesionist din Arad, România, care a evoluat în campionatele din Ungaria și apoi România.

## Istorie
Clubul polisportiv CA Arad a fost fondat în 1899, când orașul Arad făcea parte din Austro-Ungaria, sub numele de Aradi Atlétikai Club. Secția de fotbal a fost înființată mai târziu și prima apariție oficială a fost în sezonul 1908-1909 al ligii a doua maghiare. La primul sezon a reușit o meritorie clasare pe locul 3 din 6 echipe. 
În al doilea sezon a reușit să câștige campionatul districtual de sud și astfel a început campania în campionatul national rural. În calificări a trecut de Academia Comercială Cluj cu 2-0, dar în semifinale a întâlnit mult mai puternica echipă din Gyor(ETO) care avea sa câștige turneul. 
Al treilea sezon oficial a adus al doilea titlu de campioană districtuală cu cele mai multe puncte acumulate (13). În runda preliminară a dat de CA Peci care avea să ajungă în finală.
Sezonul 1912-1913 a fost ultimul în care a reușit o clasare pe podium (locul 3).

## Palmares

### Legendă
| Campioni | Vicecampioni | Locul trei |

| Campionatul Ungariei de fotbal  |                                                    |                                                                                  |                                                                                  |                                                                                  |                                                                                  |                                                                                  |                                                                                  |                                                                                  |                                                                                  | | |                                                                                  |                                                                                  |                                                                                  |                                                                                  |                                                                                  |                                                                                  |                                                    |
| 1908-1909                       | Districtul de Sud                                  | 3                                                                                | 8                                                                                | 3                                                                                | 0                                                                                | 5                                                                                | 6                                                                                | 3                                                                                | 6                                                                                | A debutat sub numele de Aradi Atlétikai Club | A debutat sub numele de Aradi Atlétikai Club |                                                                                  |                                                                                  |                                                                                  |                                                                                  |                                                                                  |                                                                                  |                                                    |
| 1909-1910                       | Districtul de Sud                                  | 1                                                                                | 6                                                                                | 5                                                                                | 1                                                                                | 0                                                                                | 13                                                                               | 1                                                                                | 11                                                                               | Runda Preliminară: Club Atletic Arad – Cercul Sportiv al Academiei Commerciale Cluj 2: 0 Semifinale: AS Înțelegerea Győr – Club Atletic Arad 2: 0 (2: 0) | Runda Preliminară: Club Atletic Arad – Cercul Sportiv al Academiei Commerciale Cluj 2: 0 Semifinale: AS Înțelegerea Győr – Club Atletic Arad 2: 0 (2: 0) |                                                                                  |                                                                                  |                                                                                  |                                                                                  |                                                                                  |                                                                                  |                                                    |
| 1910-1911                       | Districtul de Sud                                  | 1                                                                                | 8                                                                                | 6                                                                                | 1                                                                                | 1                                                                                | 49                                                                               | 5                                                                                | 13                                                                               | Runda Preliminară: Club Atletic Pécs - Club Atletic Arad                                                                                                 | Runda Preliminară: Club Atletic Pécs - Club Atletic Arad                                                                                                 |                                                                                  |                                                                                  |                                                                                  |                                                                                  |                                                                                  |                                                                                  |                                                    |
| 1911-1912                       | Districtul de Sud                                  | 5                                                                                | 18                                                                               | -                                                                                | -                                                                                | -                                                                                | -                                                                                | -                                                                                | -                                                                                | | |                                                                                  |                                                                                  |                                                                                  |                                                                                  |                                                                                  |                                                                                  |                                                    |
| 1912-1913                       | Districtul de Sud Seria Arad                       | 3                                                                                | 14                                                                               | -                                                                                | -                                                                                | -                                                                                | 19                                                                               | 13                                                                               | 20                                                                               | | |                                                                                  |                                                                                  |                                                                                  |                                                                                  |                                                                                  |                                                                                  |                                                    |
| 1913-1914                       | Districtul de Sud Seria Arad                       | 10                                                                               | -                                                                                | -                                                                                | -                                                                                | -                                                                                | -                                                                                | -                                                                                | -                                                                                | | |                                                                                  |                                                                                  |                                                                                  |                                                                                  |                                                                                  |                                                                                  |                                                    |
| 1914–18                         | Districtul de Sud Seria Arad                       | Nu este implicat în nicio competiție din cauza Primului Război Mondial.          | Nu este implicat în nicio competiție din cauza Primului Război Mondial.          | Nu este implicat în nicio competiție din cauza Primului Război Mondial.          | Nu este implicat în nicio competiție din cauza Primului Război Mondial.          | Nu este implicat în nicio competiție din cauza Primului Război Mondial.          | Nu este implicat în nicio competiție din cauza Primului Război Mondial.          | Nu este implicat în nicio competiție din cauza Primului Război Mondial.          | Nu este implicat în nicio competiție din cauza Primului Război Mondial.          | Nu este implicat în nicio competiție din cauza Primului Război Mondial.                                                                                  | Nu este implicat în nicio competiție din cauza Primului Război Mondial.                                                                                  | Nu este implicat în nicio competiție din cauza Primului Război Mondial.          | Nu este implicat în nicio competiție din cauza Primului Război Mondial.          | Nu este implicat în nicio competiție din cauza Primului Război Mondial.          | Nu este implicat în nicio competiție din cauza Primului Război Mondial.          | Nu este implicat în nicio competiție din cauza Primului Război Mondial.          | Nu este implicat în nicio competiție din cauza Primului Război Mondial.          |                                                    |
| 1918–19                         | Districtul de Sud Seria Arad                       | S-a disputat turul sezonului 1918–19 dar CA Arad nu este implicat în competiție. | S-a disputat turul sezonului 1918–19 dar CA Arad nu este implicat în competiție. | S-a disputat turul sezonului 1918–19 dar CA Arad nu este implicat în competiție. | S-a disputat turul sezonului 1918–19 dar CA Arad nu este implicat în competiție. | S-a disputat turul sezonului 1918–19 dar CA Arad nu este implicat în competiție. | S-a disputat turul sezonului 1918–19 dar CA Arad nu este implicat în competiție. | S-a disputat turul sezonului 1918–19 dar CA Arad nu este implicat în competiție. | S-a disputat turul sezonului 1918–19 dar CA Arad nu este implicat în competiție. | S-a disputat turul sezonului 1918–19 dar CA Arad nu este implicat în competiție.                                                                         | S-a disputat turul sezonului 1918–19 dar CA Arad nu este implicat în competiție.                                                                         | S-a disputat turul sezonului 1918–19 dar CA Arad nu este implicat în competiție. | S-a disputat turul sezonului 1918–19 dar CA Arad nu este implicat în competiție. | S-a disputat turul sezonului 1918–19 dar CA Arad nu este implicat în competiție. | S-a disputat turul sezonului 1918–19 dar CA Arad nu este implicat în competiție. | S-a disputat turul sezonului 1918–19 dar CA Arad nu este implicat în competiție. | S-a disputat turul sezonului 1918–19 dar CA Arad nu este implicat în competiție. |                                                    |
| 1919                            | În 1919, Banatul și Crișana sunt unite cu România. | În 1919, Banatul și Crișana sunt unite cu România.                               | În 1919, Banatul și Crișana sunt unite cu România.                               | În 1919, Banatul și Crișana sunt unite cu România.                               | În 1919, Banatul și Crișana sunt unite cu România.                               | În 1919, Banatul și Crișana sunt unite cu România.                               | În 1919, Banatul și Crișana sunt unite cu România.                               | În 1919, Banatul și Crișana sunt unite cu România.                               | În 1919, Banatul și Crișana sunt unite cu România.                               | În 1919, Banatul și Crișana sunt unite cu România. | În 1919, Banatul și Crișana sunt unite cu România. | În 1919, Banatul și Crișana sunt unite cu România.                               | În 1919, Banatul și Crișana sunt unite cu România.                               | În 1919, Banatul și Crișana sunt unite cu România.                               | În 1919, Banatul și Crișana sunt unite cu România.                               | În 1919, Banatul și Crișana sunt unite cu România.                               | În 1919, Banatul și Crișana sunt unite cu România.                               | În 1919, Banatul și Crișana sunt unite cu România. |
| Campionatul României de fotbal. |                                                    |                                                                                  |                                                                                  |                                                                                  |                                                                                  |                                                                                  |                                                                                  |                                                                                  |                                                                                  | | |                                                                                  |                                                                                  |                                                                                  |                                                                                  |                                                                                  |                                                                                  |                                                    |
| 1920-1921                       | Districtul de Vest - Seria Timișoara/Arad          | 4                                                                                | 7                                                                                | 4                                                                                | 1                                                                                | 2                                                                                | 7                                                                                | 7                                                                                | 9                                                                                | A debutat în campionatul românesc sub numele de Club Atletic Arad.                                                                                       | |                                                                                  |                                                                                  |                                                                                  |                                                                                  |                                                                                  |                                                                                  |                                                    |
| 1921-1922                       | Districtul de Vest - Seria Arad                    | 3                                                                                | 8                                                                                | 3                                                                                | 3                                                                                | 2                                                                                | 11                                                                               | 16                                                                               | 9                                                                                | | |                                                                                  |                                                                                  |                                                                                  |                                                                                  |                                                                                  |                                                                                  |                                                    |